# Nahanni Butte
Nahanni Butte, ou Tthenáágó en langue esclave, est une localité située dans la région du Dehcho dans les Territoires du Nord-Ouest au Canada à la confluence des rivières Liard et Nahanni Sud. Lors du recensement de 2016, la population y était de 87 habitants dont plus de 90% sont des membres des Premières Nations. Environ la moitié de la population parle la langue esclave.

## Population
- 87 (recensement de 2016)[1]
- 102 (recensement de 2011)
- 115 (recensement de 2006)[1]
- 107 (recensement de 2001)